# مويا (لاس بالماس)
بلدية مويا (بالإسبانية: Moya) هي بلدية تقع في مقاطعة لاس بالماس التابعة لمنطقة جزر الكناري جنوب غرب إسبانيا.

## الديموغرافيا
بلغ عدد سكان بلدية مويا 8.089 نسمة عام 2011 (وفقاً للمعهد الوطني للإحصاء الإسباني).
| 8.663 | 8.701 | 8.435 | 7.801 | 7.974 | 8.054 | 8.089 |